# Franca Parisi

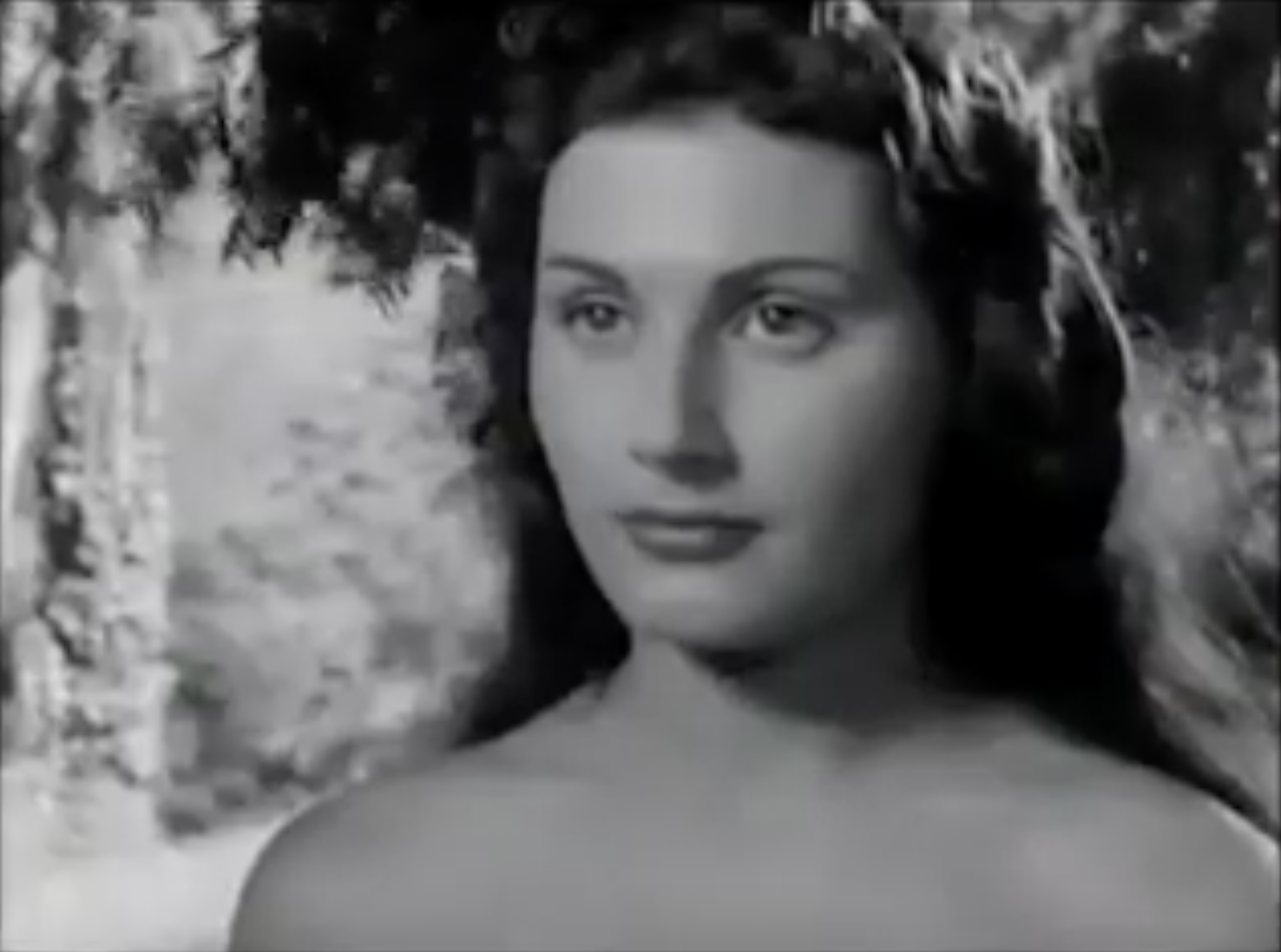
Franca Parisi, 1954

Franca Parisi, zeitweise Franca Parisi Strahl (* 28. September 1933 in Palermo), ist eine italienische Schauspielerin, die in Deutschland hauptsächlich durch ihre Rollen in Scampolo und Sissi – Schicksalsjahre einer Kaiserin bekannt ist. 

## Leben
Parisi studierte am Centro Sperimentale di Cinematografia und debütierte 1953 in Ferdinando Baldis Il prezzo dell’onore. Bald wurde die hübsche, elegant wirkende Darstellerin in Genrefilmen und Dramen eingesetzt. Ab 1955 spielte sie in etlichen deutschsprachigen Filmen; 1959 heiratete sie den österreichischen Schauspieler Erwin Strahl – die Ehe wurde später wieder geschieden. 
Zu Beginn der 1960er Jahre kehrte sie in ihr Heimatland zurück und war fast ausschließlich in wenig bemerkenswerten Abenteuerfilmen zu sehen, in denen sie oft als höhnische, eiskalt handelnde Schurkin zu sehen war; manchmal wurde sie unter dem Pseudonym Margaret Taylor gelistet. Von 1964 an war sie fast ausschließlich in Fernsehrollen (unter anderem La freccia nera von Anton Giulio Majano, in dem sie die Jane verkörperte) und auf der Bühne zu sehen; auch dort spielte sie die zweite oder dritte weibliche Hauptrolle. Zu Beginn der 1970er Jahre beendete Parisi ihre Karriere und zog sich ins Privatleben zurück.

## Filmografie (Auswahl)
- 1954: Il figlio dell’uomo
- 1955: Die heilige Lüge
- 1956: Heidemelodie
- 1957: Die Heilige und ihr Narr
- 1957: Sissi – Schicksalsjahre einer Kaiserin
- 1958: Scampolo
- 1960: Seddok. Der Würger mit den Teufelskrallen (Seddok. L’Erede di Satana)
- 1961: Meuterei (L’ammutinamento)